# Маммиллярия длинноволосистая
Маммиллярия длинноволосистая (лат. Mammillaria longimamma) — кактус из рода Маммиллярия.

## Описание
Стебель шаровидный, тёмно-зелёный, от 5 до 10 см в диаметре; образует много отростков, которые разрастаясь, создают низкие, похожие на подушечки кустики до 30 см шириной. Сосочки расставлены редко, продолговатые, 3-7 см длиной.
Каждый сосочек увенчан маленькой ареолой, из которой растут мягкие жёлтые колючки. Обычно это 8—10 шилоподобных, прямых или слабо изогнутых радиальных колючек, которые имеют от белого до бледно-коричневого оттенка, длиной 12-20 мм, и одна центральная, беловатая с тёмными концами колючка длиной до 3 см.
Удлинённый цветок размером от 4 до 6 см, бледно-жёлтый. Плоды длиной до 12 мм, имеют желтоватый цвет, с коричневыми семенами.

## Распространение
Произрастает на каменистых равнинах и оврагах, на высоте от 1000 до 2200 м в мексиканских штатах Идальго и Керетаро.

## Синонимы
- Mammillaria uberiformis Zuccarini ex Pfeiffer 1837
- Dolichothele longimamma (A. P. de Candolle) Britton & Rose 1923
- Dolichothele uberiformis (Zuccarini ex Pfeiffer) Britton & Rose 1923
- Mammillaria longimamma subsp. uberiformis (Zuccarini ex Pfeiffer) Krainz 1974
- Dolichothele longimamma subsp. uberiformis

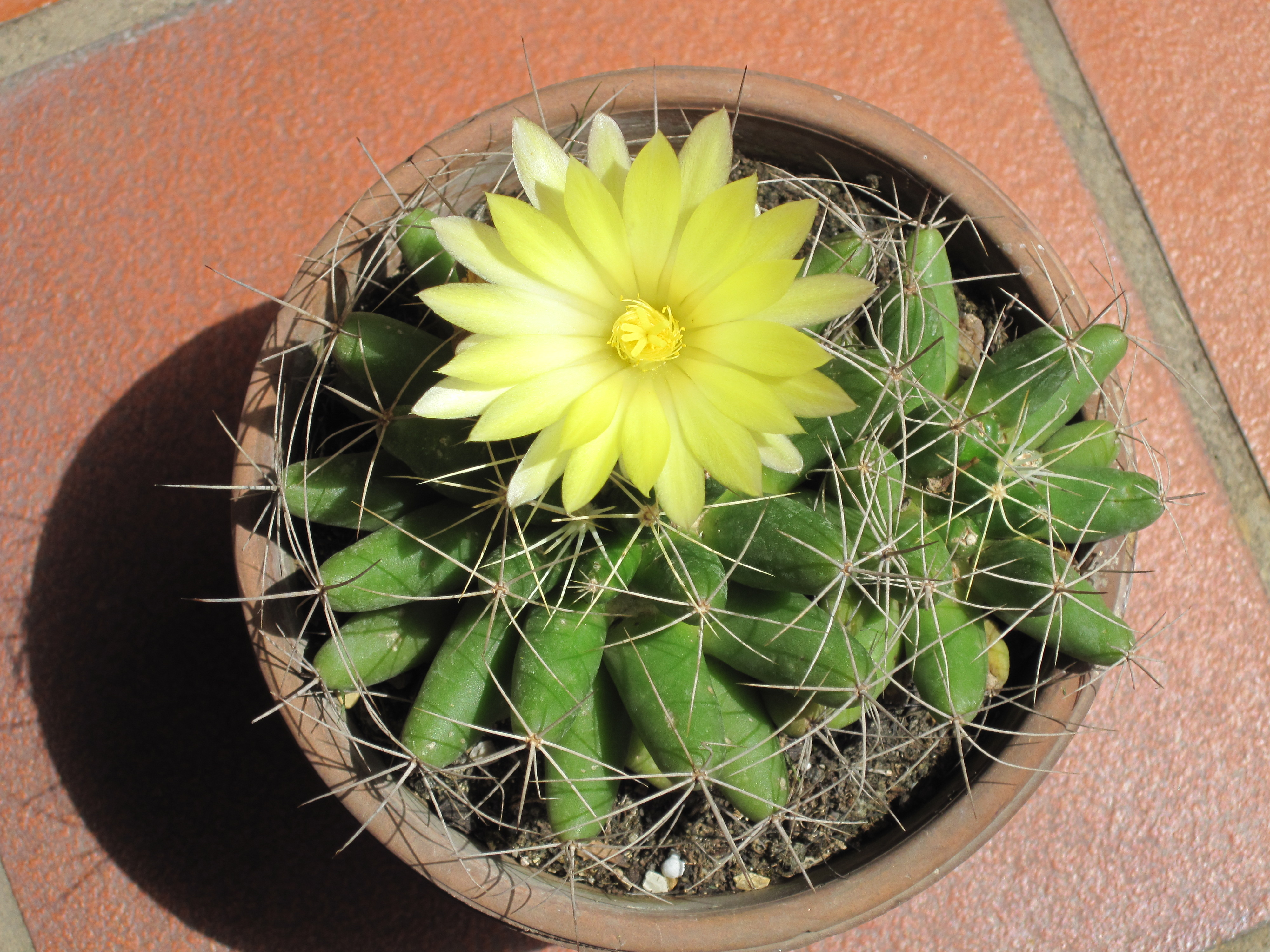
Маммиллярия длиннососочковая